# Avlidna 2006
Detta är en lista över kända personer som har avlidit under 2006.

## Januari

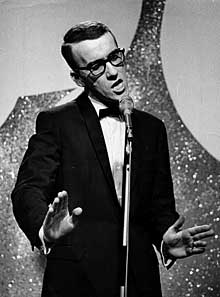
Artisten Östen Warnerbring avled på sitt hotellrum i Spanien den 18 januari, 71 år gammal.

- 3 januari – Gunnar Jansson, 64, svensk militär.
- 12 januari – Lis Asklund, 92, svensk radioprofil.
- 14 januari – Bobby Äikiä, 10, svenskt uppmärksammat mordoffer.
- 14 januari – Shelley Winters, 85, amerikansk skådespelare.
- 18 januari – Östen Warnerbring, 71, svensk sångare.
- 19 januari – Wilson Pickett, 64, amerikansk R&B- och soulmusiker.
- 19 januari – Anthony Franciosa, 77, amerikansk skådespelare.
- 20 januari – Dave Lepard, 25, svensk sångare i Crashdïet.
- 21 januari – Ibrahim Rugova, 61, kosovansk president.
- 23 januari – Tore Gjelsvik, 88, norsk geolog och forskare.
- 23 januari – Olga Marie Mikalsen, 91, norsk sångerska.
- 29 januari – Nam June Paik, 73, koreansk-amerikansk konstnär.
- 30 januari – Coretta Scott King, 78, amerikansk medborgarrättsaktivist och änka efter Martin Luther King.
- 31 januari – Moira Shearer, 80, brittisk skådespelerska och ballerina.

## Februari
- 3 februari – Romano Mussolini, 78, italiensk jazzmusiker och kompositör, son till Benito Mussolini.
- 4 februari – Anders Kjellgren, 92, svensk militär.
- 8 februari – Lukas Bonnier, 83, svensk förläggare.
- 10 februari – Jay Dee, 32, amerikansk musikproducent.
- 11 februari – Harry Schein, 81, svensk författare och debattör.
- 13 februari – Ilan Halimi, 23, fransk mobiltelefonsäljare, mördad.
- 14 februari – Putte Wickman, 81, svensk klarinettist.
- 24 februari – Dennis Weaver, 81, amerikansk skådespelare.

## Mars

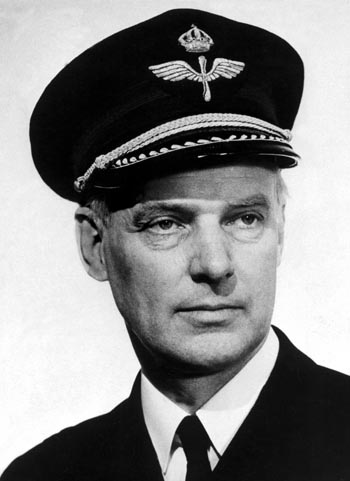
Den för spioneri dömde Stig Wennerström.

- 3 mars – Sissi Kaiser, 81, svensk skådespelerska.
- 3 mars – Krzysztof Kołbasiuk, 53, polsk skådespelare.
- 5 mars – Milan Babić, 50, serbisk politiker, dömd krigsförbrytare.
- 8 mars – Nils Hörjel, 88, svensk ämbetsman, landshövding.
- 9 mars – John Profumo, 91, brittisk före detta försvarsminister, Profumoaffären.
- 9 mars – Jörgen Westerståhl, 90, svensk statsvetare, dotterson till Hjalmar Branting.
- 9 mars – Olle Ängkvist, 83, svensk konstnär.
- 11 mars – Slobodan Milošević, 64, jugoslavisk ex-president.
- 13 mars – Maureen Stapleton, 80, amerikansk skådespelare.
- 17 mars – Oleg Cassini, 92, franskfödd amerikansk modeskapare.
- 17 mars – Anders Gustâv, 59, svensk politiker.
- 17 mars – G. William Miller, 81, amerikansk politiker och centralbankschef, USA:s finansminister 1979–1981.
- 22 mars – Stig Wennerström, 99, svensk överste i flygvapnet och spion.
- 25 mars – Richard Fleischer, 89, amerikansk filmregissör.
- 26 mars – Paul Dana, 30, amerikansk racerförare i Indy Racing League.
- 28 mars – Caspar Weinberger, 88, amerikansk försvarsminister 1981–1987.

## April
- 2 april – Nina von Stauffenberg, 92, änka efter den 1944 avrättade tyske översten Claus Schenk von Stauffenberg.
- 4 april – Denis Donaldson, 55, nordirländsk före detta lokal ledare för Sinn Féin och brittisk dubbelagent.[1]
- 5 april – Allan Kaprow, 78, amerikansk konstnär och teoretiker.
- 5 april – Gene Pitney, 65, amerikansk sångare och låtskrivare.
- 11 april – June Pointer, 52, amerikansk sångare, medlem i Pointer Sisters (1969-2002)
- 9 april – Vilgot Sjöman, 81, svensk författare och filmregissör.
- 15 april – Sven Axbom, fotbollsspelare, deltagare i det landslag som vann VM-silver 1958.
- 21 april – Claës Palme, 88, svensk sjörättsexpert, bror till Olof Palme.
- 22 april – Alida Valli, 84, italiensk skådespelare.
- 24 april – Erik Bergman, 94, finländsk tonsättare.
- 25 april – Jane Jacobs, 89, amerikansk författare samt arkitektur- och stadsplaneringskritiker.
- 27 april – Gösta ”Knivsta” Sandberg, 73, svensk fotbollsspelare, vald till ”århundradets djurgårdare”.
- 29 april – John Kenneth Galbraith, 97, kanadensisk-amerikansk nationalekonom.
- 30 april – Corinne Rey-Bellet, 33, schweizisk utförsåkare.

## Maj
- 1 maj – Johnny Paris, amerikansk musiker.
- 2 maj – Lars-Erik Jonsson, 46, svensk operasångare.
- 3 maj – Earl Woods, 74, golfstjärnan Tiger Woods far och före detta tränare.
- 3 maj – Karel Appel, 85, nederländsk konstnär.
- 4 maj – Bengt Haslum, 82, svensk kompositör och radioprofil.
- 6 maj – Lillian Asplund, 99, svenskättad amerikanska, den sista överlevaren med ett personligt minne av Titanics undergång.
- 7 maj – Stella Sigcau, 69, sydafrikansk minister för statliga arbetsprojekt, före detta regeringschef i Transkei.
- 10 maj – Nils ”Nisse” Strinning, 88, svensk arkitekt och designer.
- 11 maj – Michael Taliferro, 46, skådespelare och spelare inom amerikansk fotboll.
- 11 maj – Floyd Patterson, 71, amerikansk boxare.
- 12 maj – Hussein Yousef Maziq, 88, libysk utrikesminister 1964–1965.
- 13 maj – Östen Sjöstrand, 80, svensk författare och ledamot av Svenska Akademien.
- 15 maj – Cheikha Remitti, troligen 83, algerisk raïartist.
- 16 maj – Tomas Olsson, 30, svensk äventyrare och extremskidåkare.
- 20 maj – Bertil Malgerud, 89, svensk militär.
- 22 maj – Lee Jong-wook, 61, sydkoreansk WHO-chef.
- 23 maj – Lloyd Bentsen, 85, amerikansk demokratisk senator, Michael Dukakis vicepresidentkandidat 1988.
- 25 maj – Kari S. Tikka, 61, finsk professor i skatterätt.
- 25 maj – Lars Gyllensten, 84, svensk författare och Svenska Akademiens före detta ständige sekreterare.
- 25 maj – Marianne Flach, 68, svensk festfixare.
- 25 maj – Desmond Dekker, 64, jamaicansk reggae- och skasångare.
- 26 maj – Ted Schroeder, 84, amerikansk tennisspelare, vinnare av Wimbledon 1949.
- 26 maj – Édouard Michelin, 42, fransk verkställande direktör och högste chef för Michelinkoncernen.
- 26 maj – Mahmud Majzub (Abu Hamza), palestinsk ledare för Islamiska jihad i Libanon (mördad).
- 28 maj – Leif Kihlsten, 66, svensk överstelöjtnant och Rysslandskännare.
- 29 maj – Bernt Lundquist, 66, svensk skådespelare.[2]
- 30 maj – Shohei Imamura, 79, japansk filmregissör, tvåfaldig vinnare av Palme d'Or.

## Juni
- 1 juni – Rocío Jurado, 61, spansk sångerska.
- 2 juni – Vince Welnick, 55, amerikansk keyboardist i Grateful Dead.[3]
- 6 juni – Billy Preston, 59, amerikansk keyboardist och sångare.
- 7 juni – Abu Musab al-Zarqawi, 39, jordanskfödd irakisk al-Qaida-ledare.
- 9 juni – Björn Wiinblad, 87, dansk konstnär.
- 11 juni – Erik Gunnar Eriksson, grundare av hjälporganisationen Hoppets Stjärna.
- 11 juni – Bruce Shand, 89, far till Storbritanniens drottninggemål Camilla.
- 12 juni – György Ligeti, 83, ungersk kompositör.
- 13 juni – Charles Haughey, 80, irländsk före detta premiärminister.
- 13 juni – Robert Jäppinen, 82, svensk konstnär.
- 17 juni – Sheikh Abdul Halim Sadulajev, 38 eller 39, tjetjensk separatistpresident.
- 18 juni – Vincent Sherman, 99, amerikansk filmregissör.
- 23 juni – Aaron Spelling, 83, amerikansk TV-producent.
- 23 juni – Sköldpaddan Harriet, troligen 176, kanske världens äldsta djur.
- 23 juni – Martin Adler, 47, svensk journalist (mördad).
- 28 juni – Vikram Dharma, 50, indisk skådespelare.

## Juli
- 1 juli – Ryutaro Hashimoto, 68, japansk före detta premiärminister.
- 3 juli – Lorraine Hunt Lieberson, 52, amerikansk mezzosopran.
- 4 juli – Carl-Adam Nycop, 96, svensk journalist, tidningsman och författare.
- 4 juli – Lars Korvald, 90, norsk före detta statsminister.
- 5 juli – Kenneth Lay, 64, amerikansk före detta VD för Enron.
- 5 juli – Gert Fredriksson, 86, svensk kanotist och Sveriges mest framgångsrike olympier.
- 6 juli – Kasey Rogers, 79, amerikansk skådespelare.
- 7 juli – Elias Hrawi, 79, libanesisk före detta president.
- 7 juli – Syd Barrett, 60, brittisk rocksångare, bland annat med Pink Floyd.
- 8 juli – June Allyson, 88, amerikansk skådespelare.
- 9 juli – Milan Williams, 58, amerikansk sångare och musiker i Commodores.
- 10 juli – Sjamil Basajev, 41, tjetjensk separatist- och terroristledare.
- 13 juli – Red Buttons, 87, amerikansk skådespelare och komiker.
- 17 juli – Mickey Spillane, 88, amerikansk deckarförfattare.
- 18 juli – Erik Engström, 18, svensk skådespelare, Säg att du älskar mig (2006).
- 19 juli – Jack Warden, 85, amerikansk skådespelare.
- 20 juli – Ted Grant, 93, sydafrikansk-brittisk marxistisk politiker.
- 21 juli – Ta Mok, 80, kambodjansk överbefälhavare för Röda khmererna.
- 21 juli – Mako, 72, japansk-amerikansk skådespelare.
- 22 juli – Donald Reid Cabral, 83, dominikansk tidigare president.
- 22 juli – Heather Bratton, 19, amerikansk fotomodell.
- 27 juli – Göran Printz-Påhlson, 75, svensk poet, litteraturkritiker och översättare.
- 28 juli – David Gemmell, 57, brittisk fantasyförfattare.
- 29 juli – Pierre Vidal-Naquet, 76, fransk historiker.
- 30 juli – Duygu Asena, 60, turkisk författare, kolumnist och aktivist.
- 31 juli – Iris Marion Young, 57, amerikansk feministisk filosof.

## Augusti
- 3 augusti – Elisabeth Schwarzkopf, 90, tysk operasångerska.
- 3 augusti – Arthur Lee, 61, amerikansk sångare, musiker och låtskrivare i Love.
- 8 augusti – Gustavo Arcos Bergnes, 79, kubansk oppositionsledare.
- 9 augusti – James Van Allen, 91, amerikansk fysiker.
- 14 augusti – Bruno Kirby, 57, amerikansk skådespelare.
- 16 augusti – Alfredo Stroessner, 93, paraguayansk före detta president.
- 16 augusti – Jon Nödtveidt, 31, svensk musiker.
- 20 augusti – Joe Rosenthal, 94, amerikansk nyhetsfotograf, bl.a. under Slaget om Iwo Jima.
- 23 augusti – Maynard Ferguson, 78, kanadensisk jazztrumpetare och orkesterledare.
- 25 augusti – Noor Hassanali, 88, trinidadisk före detta president.
- 26 augusti – Per-Olof Söderblom, 52, ordförande i Svenska Handbollförbundet.
- 27 augusti – Christer Petterson, 63, svensk musiker, medlem av Hep Stars.
- 27 augusti – María Capovilla, 116, ecuadoriansk kvinna, äldst i världen vid sin död.
- 28 augusti – Melvin Schwartz, 73, amerikansk fysiker, nobelpristagare i fysik.
- 29 augusti – Kent Andersson, 64, svensk roadracingförare.
- 30 augusti – Naguib Mahfouz, 94, egyptisk författare, nobelpristagare i litteratur.
- 30 augusti – Glenn Ford, 90, amerikansk skådespelare.

## September
- 1 september – György Faludy, 95, ungersk författare.
- 1 september – Nellie Connally, 87, hustru till Texas före detta guvernör John Connally och den sista överlevande som färdades i den bil i vilken president John F. Kennedy blev mördad 1963.
- 1 september – Jan Bergqvist, 66, svensk politiker, riksbanksfullmäktiges ordförande.
- 4 september – Astrid Varnay, 88, ungersk-svensk-amerikansk operasångerska.
- 4 september – Steve Irwin, 44, australisk krokodiljägare och tv-programledare.
- 4 september – Giacinto Facchetti, 64, italiensk fotbollsspelare, ordförande i Inter.
- 5 september – J. Bazzel Mull, 82, amerikansk predikant, tv-profil, radiostationsägare, gospelkonsertförespråkare.
- 5 september – Apostlos Souglakos, 56, grekisk brottare och skådespelare (stroke).
- 8 september – Curt Nicolin, 85, svensk ingenjör och företagsledare.
- 10 september – Gabor Varga, 45, svensk stuntpilot, havererar under flyguppvisning vid Maltas kust.
- 10 september – Taufa'ahau Tupou IV, 88, Tongas kung.
- 10 september – Daniel Smith, 20, amerikan, Anna Nicole Smiths son.
- 10 september – Patty Berg, 88, amerikansk golfspelare, medgrundare av LPGA.
- 11 september – Joachim Fest, 79, tysk historiker och författare.
- 11 september – William Auld, 81, brittisk (skotsk) poet.
- 13 september – Ann Richards, 73, amerikansk politiker, före detta guvernör i Texas.
- 14 september – Mickey Hargitay, 80, ungersk-amerikansk bodybuilder och skådespelare, Jayne Mansfields före detta make, far till Mariska Hargitay.
- 15 september – Oriana Fallaci, 77, italiensk författare, journalist och debattör.
- 15 september – CeGe Hammarlund, 85, svensk rallyförare och programledare i radio.
- 16 september – Sten Andersson, 83, svensk socialdemokratisk politiker, före detta utrikesminister, socialminister samt partisekreterare.
- 17 september – Patricia Kennedy Lawford, 82, amerikanska, syster till John F. Kennedy och hustru till Peter Lawford.
- 20 september – Sven Nykvist, 83, svensk filmfotograf, manusförfattare och regissör.
- 22 september – Enrique Gorriarán Merlo, 64, argentinsk revolutionär, inblandad i mordet på Anastasio Somoza.
- 22 september – Edward Albert, 55, amerikansk skådespelare, son till Eddie Albert.
- 23 september – Sir Malcolm Arnold, 84, brittisk kompositör.
- 26 september – Byron Nelson, 94, amerikansk golfspelare.
- 29 september – Jan Werner Danielsen, 30, norsk sångare.
- 30 september – Adolf H. Lundin, 73, svensk oljeindustrialist och entreprenör.

## Oktober
- 1 oktober – Frank Beyer, 74, tysk filmregissör.
- 2 oktober – Paul Halmos, 90, ungersk-amerikansk matematiker.
- 2 oktober – Tamara Dobson, 59, amerikansk skådespelare.
- 2 oktober – Tom Deutgen, 64, svensk skådespelare.
- 4 oktober – Tom Bell, 73, brittisk skådespelare.
- 7 oktober – Anna Politkovskaja, 48, rysk journalist, mördad.
- 9 oktober – Paul Hunter, 27, brittisk snookerspelare.
- 11 oktober – Cory Lidle, 34, amerikansk basebollspelare.
- 12 oktober – Gillo Pontecorvo, 86, italiensk filmregissör.
- 14 oktober – Freddy Fender, 69, amerikansk countrysångare och -musiker.
- 16 oktober – Valentín Paniagua Corazao, 70, peruansk före detta president.
- 21 oktober – Peter Barkworth, 77, brittisk skådespelare.
- 24 oktober – Inge Andblom, 70, svensk ingenjör och militär.
- 26 oktober – Pontus Hultén, 82, svensk professor, konstsamlare och museichef.
- 27 oktober – Ghulam Ishaq Khan, 91, pakistansk före detta president.
- 28 oktober – Trevor Berbick, 51, jamaicansk boxare.
- 30 oktober – Aud Schønemann, 83, norsk skådespelare.
- 30 oktober – Jens Christian Hauge, 91, norsk motståndsman under andra världskriget.
- 31 oktober – P W Botha, 90, sydafrikansk politiker, tidigare president och premiärminister.

## November
- 1 november – Silvio Varviso, 82, schweizisk dirigent.
- 1 november – William Styron, 81, amerikansk författare.
- 3 november – Paul Mauriat, 81, fransk musiker.
- 3 november – Albrecht von Goertz, 92, tysk-amerikansk bildesigner.
- 5 november – Bülent Ecevit, 81, turkisk politiker och tidigare premiärminister.
- 6 november – Barbro Sörman, 79, svensk mode- och textilformgivare.
- 6 november – Robert Jance Garfat, 62, amerikansk musiker, basist i Dr. Hook.
- 9 november – Markus Wolf, 83, östtysk tidigare spionchef.
- 9 november – Ed Bradley, 65, amerikansk journalist och reporter på CBS 60 Minutes.
- 10 november – Jack Williamson, 98, amerikansk science fictionförfattare.
- 10 november – Igor Sergejev, 68, rysk tidigare försvarsminister.
- 10 november – Jack Palance, 87, amerikansk skådespelare.
- 10 november – Gerald Levert, 40, amerikansk rhythm and blues-sångare.
- 11 november – Basil ”Joe” Jagger, 93, far till Mick Jagger.
- 15 november – Ana Carolina Reston, 21, brasiliansk fotomodell.
- 16 november – Milton Friedman, 94, amerikansk nationalekonom och ekonomipristagare till Alfred Nobels minne.
- 17 november – Ferenc Puskás, 79, ungersk fotbollsspelare.
- 17 november – Ruth Brown, 78, amerikansk rhythm and blues-sångerska.
- 19 november – Jan "Nanen" Ericsson, 62, svensk bandyprofil.
- 20 november – Robert Altman, 81, amerikansk filmregissör.
- 21 november – Hassan Gouled Aptidon, 90, djiboutisk tidigare president.
- 21 november – Pierre Amine Gemayel, 34, libanesisk politiker och industriminister.
- 23 november – Willie Pep, 84, amerikansk boxare.
- 23 november – Anita O'Day, 87, amerikansk jazzsångerska.
- 23 november – Philippe Noiret, 76, fransk skådespelare.
- 23 november – Aleksandr Litvinenko, 44, rysk före detta FSB-agent.
- 24 november – Juice Leskinen, 56, finsk kultförklarad rockmusiker.
- 26 november – Isaac Gálvez, 31, spansk cyklist.
- 27 november – Bertil Antonsson, 85, svensk brottare.
- 27 november – Bebe Moore Campbell, 56, amerikansk journalist och författare.[4]
- 28 november – Max Merkel, 87, tysk-österrikisk fotbollsspelare och tränare.

## December
- 1 december – Claude Jade, 58, fransk skådespelare.
- 2 december – Mariska Veres, 59, nederländsk sångerska i gruppen Shocking Blue.
- 4 december – Torsten Jungstedt, 88, svensk journalist, författare och filmkritiker.
- 5 december – Michael Gilden, amerikansk skådespelare och stuntman.
- 5 december – David Bronstein, 82, rysk schackspelare.
- 7 december – Jeane Kirkpatrick, 80, amerikansk diplomat, tidigare USA:s FN-ambassadör.
- 9 december – Georgia Gibbs, 87, amerikansk sångerska.
- 10 december – Augusto Pinochet, 91, chilensk general, diktator och tidigare president.
- 11 december – Elizabeth Bolden, 116, amerikansk kvinna, äldst i världen vid sin död.
- 12 december – Peter Boyle, 71, amerikansk skådespelare.
- 14 december – Sivuca, 76, brasiliansk musiker och kompositör.
- 14 december – Ahmet Ertegün, 83, turkisk-amerikansk skivbolagsdirektör och producent, grundare av Atlantic Records.
- 14 december – Åke Eklöf, 61, svensk ishockeyspelare och ordförande i MODO Hockey.
- 15 december – Clay Regazzoni, 67, schweizisk tidigare racerförare.
- 18 december – Joseph Barbera, 95, amerikansk animatör och producent.
- 18 december – Valfrid Paulsson, 81, svensk tidigare generaldirektör för Naturvårdsverket.
- 19 december – Maj-Britt Nilsson, 82, svensk skådespelare.
- 21 december – Philippa Pearce, 86, brittisk barnboksförfattare.[5]
- 21 december – Saparmurat Nijazov, 66, turkmenisk president.
- 22 december – Eva Gothlin, svensk genusforskare.[6]
- 23 december – Atsuhi Yamasaki, japansk mangatecknare.[7]
- 25 december – Sven Lindberg, 88, svensk skådespelare.
- 25 december – James Brown, 73, amerikansk soulsångare och -musiker.
- 26 december – Ivar Formo, 55, norsk längdåkare.
- 26 december – Gerald Ford, 93, amerikansk tidigare president.
- 28 december – Tommy Sandlin, 62, hockeytränare och tidigare förbundskapten för Sveriges herrlandslag i ishockey.
- 30 december – Ortrud Mann, 89, svensk dirigent.
- 30 december – Saddam Hussein, 69, irakisk tidigare president, avrättad genom hängning för brott mot mänskligheten.
- 31 december – Jonas Norrby, 86, svensk civilingenjör och tidigare generaldirektör.